# Otto Everling

Otto Everling 1907

Otto Everling (* 31. März 1864 in Eschweiler; † 27. Dezember 1945 in Garz/Rügen) war ein deutscher Theologe und Politiker.

## Leben
Im Frühjahr 1884 absolvierte Everling sein Abitur am Friedrich-Wilhelm-Gymnasium (Köln). Everling war von 1906 bis 1922 Direktor (Hauptgeschäftsführer) des Evangelischen Bundes. Von 1907 bis 1912 (Reichstagswahlkreis Königreich Sachsen 10) und von 1920 bis 1924 war er Mitglied des Reichstages für die DVP, Wahlkreis Dresden-Bautzen.
In der Weimarer Republik war er zudem ab 1923 Vorsitzender des Schutzkartells Deutscher Geistesarbeiter, einem lockeren Zusammenschluss von akademischen Berufsverbänden, bis zu dessen Auflösung 1934. In dieser Funktion entwickelte sich Everling in den ausgehenden 1920er Jahren zu einem der wesentlichen Vertreter eines radikalisierten konservativen (Konservative Revolution) Gesellschaftsbildes. Dies zeichnete sich u. a. durch seine Vorstellung von einer „organischen“, volksgemeinschaftlichen, ständisch in „Haupt und Glieder“ unterteilten Ordnung aus. Unter dem Eindruck der Überfüllung der akademischen Arbeitsmärkte in den 1920er Jahren erwarteten sich Everling und die akademischen Berufsverbände von einer solchen Sozialordnung weitergehende Privilegien.

## Schriften (Auswahl)
- Die paulinische Angelologie und Dämonologie: ein biblisch-theologischer Versuch. Vandenhoeck und Ruprecht, Göttingen 1888
- Die Mischehenpflege. Evangelischer Bund, 1918